# La mina
Pour les articles homonymes, voir Mina.
Pour plus de détails, voir Fiche technique et Distribution.
La mina est un film dramatique italien réalisé par Giuseppe Bennati et sorti en 1958. 
Le film a été tourné en partie au Studi Cinematografici Ponti-De Laurentiis.

## Synopsis
Une nuit d'orage, des pêcheurs sont sauvés par les habitants de la petite ville balnéaire de Porto Ercole. Seul Stefano reste au village afin de s'occuper de la vente du bateau, réduit à l'état d'épave. Il loue une chambre chez Raffaele "le Téméraire" et tombe amoureux de Lucia, une orpheline également courtisée par Nicola, un pêcheur. Les deux hommes se disputent l'amour de la belle.
Stefano se rend compte que le Téméraire, aidé de Lucia et son frère Picchio, pratique la pêche à l'explosif, illégale. Il tente de les convaincre d'arrêter cette pratique extrêmement dangereuse.
Une mine, datant de la Seconde Guerre mondiale, est trouvée dans le filet d'un navire de pêche échoué et Stefano, qui est aussi plongeur, parvient à la dégager avec beaucoup de difficultés.
La mine est volée par le Téméraire et Picchio qui voudraient extraire les explosifs pour fabriquer des bombes pour leur pêche. Au lieu d'attendre un spécialiste, le jeune Picchio commence à démanteler la mine, mais heureusement le Téméraire intervient avant que  la mine n'explose.
Alors que Stefano est sur le point de partir, Lucia, qui jusque-là lui avait refusé son amour, se déclare amoureuse.

## Fiche technique
- Titre original : La mina
- Réalisation : Giuseppe Bennati
- Assistant réalisateur : Emilio Miraglia
- Scénario : Giuseppe Bennati
- Producteur : Mario Cecchi Gori, Pablo Tallavi
- Production : Maxima, Lux Film, Film Aspa - Madrid
- Distribution : Lux Film (Italie)
- Photographie : Mark Scarpelli
- Opérateur : Silvano Ippoliti
- Prises de vue sous-marine : Thomas Manunza
- Montage : Franco Fraticelli
- Musique : Charles Rustichelli, dirigé par Carlo Savina
- Genre : Drame
- Pays de production :  Italie,  Espagne
- Date de sortie : 1958
- Durée : 90 minutes
- Format : couleur

## Distribution
- Elsa Martinelli : Lucia
- Antonio Cifariello : Stefano
- Giancarlo Zarfati : Picchio, le frère de Lucie
- Félix Acaso : Nicola
- Conchita Bautista : Naomi, la vendeuse de tabac
- Julia Caba Alba : la femme de Raphaël, dit le Téméraire
- Luis Induni : le sergent de police
- Aldo Pini
- José Nieto
- Luis Peña
- Matilde Muñoz Sampedro
- Mario Meniconi
- Marcello Armanni